# Seznam osebnosti iz Občine Dol pri Ljubljani
Seznam osebnosti iz Občine Dol pri Ljubljani vsebuje osebnosti, ki so se tu rodile, delovale ali umrle.
Občina Dol pri Ljubljani ima 19 naselij: Beričevo, Brinje, Dol pri Ljubljani, Dolsko, Kamnica, Kleče pri Dolu, Klopce, Križevska vas, Laze pri Dolskem, Osredke, Petelinje, Podgora pri Dolskem, Senožeti, Videm, Vinje, Vrh pri Dolskem, Zaboršt pri Dolu, Zagorica pri Dolskem, Zajelše.

## Kultura in umetnost

### Glasba
- Jurij Flajšman, glasbenik, skladatelj (1818, Beričevo − 1874, Ljubljana)
- Josip Klemenčič, glasbenik, skladatelj, duhovnik (1892, Dol pri Ljubljani − 1969, Ljubljana)
- Saša Lešnjek, pevka, besedilopiska, glasovna igralka (1999, Ljubljana)
- Mihael Vahen, glasbenik, zborovodja, vodil je zbore na mladinskih delovnih akcijah na Dolskem (1910, Ljubljana − 1984, Ljubljana)
- Leopold Cvek, skladatelj, organist, učitelj (1814, Idrija − 1896, Ljubljana)
- Josip Cimerman, cerkveni glasbenik, zborovodja, skladatelj (1816, Laze pri Dolskem − 1912, Ljubljana)

### Slikarstvo
- Almanach, slikar, naslikal je portret Janeza Danijela Erberga in njegove žene Suzane Margarete (?, Antwerpen, Belgija − ?, ?)
- Jakob Brollo, slikar, prenovil je poslikavo v župnijski cerkvi v Kamnici (1834, Humin, Italija − 1918, Humin, Italija)
- Barbara Jurkovšek, slikarka (1932, ?)

### Kiparstvo
- Martin Kirschner, kipar, izdelal je kipe za dvorec Dol (1879, Vroclav, Poljska − 1942, Heidelberg, Nemčija)
- Janez Povirek/Ivan Povirek, kipar (1892, Križevska vas − 1920, Moravče)
- Franc Rotman, kipar, kamnosek, izdelal je kamniti portal dvorca Dol (1710, Vipavsko − 1788, Ljubljana)

### Arhitektura in gradbeništvo
- Anton Bitenc, arhitekt, prenovil je oltarne prostore in opremo cerkve Sv. Helene (1920, Ljubljana − 1977, Ljubljana)
- Francesco Coconi, stavbar, arhitekt, zgradil je dva paviljona v dvorcu Dol (?, Humin, Italija − 1836, Zagreb, Hrvaška)
- Lovrenc Prager, arhitekt, obnovil je dvorec Dol (ok. 1728, Beč − 1792, Ljubljana)
- Anton Umek, gradbenik, projektiral in zgradil je most v Beričevem (1903, Brežice − 1983, Ljubljana)

### Književnost
- Miško Kranjec, pisatelj, urednik (1908, Velika Polana − 1983, Ljubljana)
- Hrizogon Majar, nabožni pisatelj, frančiškan, duhovnik (1851, Dol pri Ljubljani − 1938, Izlake)
- Janko Moder, dramaturg, pesnik, publicist, prevajalec, urednik, bibliograf, leksikograf, filolog, slavist (1914, Dol pri Ljubljani − 2006, Ljubljana)

### Druge umetnosti
- Urban Bat, grafični oblikovalec (?, ?)
- Antonija Jemec, pletarska mojstrica (1932, Petelinje)

### Kultura
- Nina Keder, novinarka (?, ?)
- Nataša Klemenčič, kulturnica, organizatorka (?, ?)

## Religija
- Jernej Basar, pridigar, duhovnik, redovnik, jezuit, spovedoval je v Dolu pri Ljubljani (1683, Škofja Loka − 1738, Ljubljana)
- Franc Anton Erberg, baron, duhovnik, teolog, jezuit, pravnik, filozof (1695, Dol pri Ljubljani − 1746, Ljubljana)
- Franc Mihael Erberg, jezuit, pravnik (1679, Ljubljana − 1760, Ljubljana)
- Janez Benjamin Erberg, jezuit, pravnik (1669, ? − 1759, ?)
- Volbenk Inocenc Erberg, duhovnik, misijonar, jezuit (1694, Ljubljana − 1766, Paragvaj)
- Lenart Flumertin, duhovnik nemškega viteškega reda, zgradil je Žerjavov grad v Kamnici (?, ?)
- Alojzij Grebenc, duhovnik (?, ?)
- Weichard Hallerstein, duhovnik, redovnik, jezuit (ok. 1750, Mengeš − 1780, Dol pri Ljubljani)
- Janez Kalan, duhovnik, pisatelj, misijonar, opravljal kaplansko službo v Dolu pri Ljubljani (1868, Suha pri Škofji Loki − 1945, Ljubljana)
- Janez Smrekar, duhovnik, socialni delavec (1853, Laze pri Dolskem − 1920, Ljubljana)
- Josip Šimenc, bogoslovni pisec, pridigar, duhovnik, stolni dekan (1888, Podgora pri Dolskem − 1965, Ljubljana)

## Znanost in humanistika
- Marjan Bat, geograf, sociolog (1955, Dol pri Ljubljani)
- Dragan Božič, arheolog (1952, Ljubljana)
- Milan Čopič, fizik, strokovnjak za jedrske reaktorje, sodeloval je pri postavitvi raziskovalnega jedrskega reaktorja TRIGA Mark II (1925, Pišece − 1989, Ljubljana)
- Jožef Kalasanc Erberg, baron, zbiralec starin in umetnin, kulturni zgodovinar, mecen (1771, Ljubljana − 1843, Dol pri Ljubljani)
- Andrej Fleischmann, botanik, vrtnar, bil je vodja Botaničnega vrta Univerze v Ljubljani (1850−1867) (1804, Beričevo − 1867, Ljubljana)
- Janez Grad, matematik, informatik (?, Petelinje)
- Viktor Grilc, kemijski inženir, profesor (?, ?)
- Bogdan Jurkovšek, geolog (1952, Celje)
- Tea Kolar Jurkovšek, geologinja (1954, Litija)
- Josip Klemenc, arheolog, antični zgodovinar (1898, Dol pri Ljubljani − 1967, Ljubljana)
- Peter Muck, gradbeni inženir, alpinist, pisatelj, violinist (1913, ?)
- Karel Pick, hidrotehnik, vodil je regulacijska dela na Savi (1878, Pardubice, Češka − 1994, Banská Bystrica, Slovaška)
- Anton Rožič, literarni zgodovinar, knjižničar, v dvorcu Dol je urejal knjižnico in arhiv, pisal je o slamnikarski obrti (1787, Moravče − ?, ?)
- Jurij Vega, matematik, topniški strokovnjak (1754, Zagorica pri Dolskem − 1802, Dunaj, Avstrija)

## Šport
- Miha Bandalo, smučar (?, ?)
- Jernej Bitenc, smučarski tekač, paraolimpijec (?, ?)
- Miro Cerar, telovadec, olimpionik, odvetnik (1939, Turjak)
- Karel Janež, telovadec (1914, Ljubljana − 2006, ?)
- France Jerman, zdomski športnik, olimpionik, smučarski tekač (1920, Dol pri Ljubljani − 1980, Bariloche, Argentina)
- Jože Jerman, smučarski tekač (?, ?)
- Jože Klemenčič, smučarski tekač (1962, Ljubljana)
- Petra Majdič, smučarska tekačica (1979, Dol pri Ljubljani)
- Andreja Smrekar, smučarska tekačica (1967, Ljubljana)
- Tomo Tekavc, smučarski tekač, biatlonec, kolesar (?, ? − 2021, ?)
- Mitja Valenčič, alpski smučar (1978, Cerklje na Gorenjskem)
- Jure Velepec, biatlonec (1967, Dolsko)
- Uroš Velepec, biatlonec, triatlonec (1967, Ljubljana)
- Marjan Vidmar, biatlonec (1960, Ljubljana)

## Šolstvo
- Ivan Andoljšek, pedagog (1909, Hrovača − 1992, Ljubljana)
- Josip Armič, šolnik, pedagoški pisec (1870, Kamnica − 1937, Celje)
- Matija Oberwalder, domžalski slamnikar, v Dolu pri Ljubljani je poučeval pletenje kit (?, ? − ?, ?)

## Politika
- Alojz Avsec, prvi predsednik Krajevnega ljudskega odbora v Beričevem (?, ? − ?, ?)
- Vinko Cajhen, prvi predsednik Krajevnega ljusdkega odbora v Dolu pri Ljubljani (?, ? − ?, ?)
- Jožef Ferdinand Erberg, diplomat, filozof, pravnik, zadnji moški potomec rodbine Erbergov (1795, Ljubljana − 1847, Dol pri Ljubljani)
- Aleksander Gallenberg, grof, dal je sezidati dvorec Dol (?, ?)
- Franc I. Avstrijski, zadnji cesar Svetega rimskega cesarstva nemške narodnosti, prvi avstrijski cesar, leta 1821 je na dvorcu Dol obiskal Jožefa Kalasanca Erberga (1768, Firence, Italija − 1835, Dunaj, Avstrija)
- Božo Cerar, diplomat, pravnik (1949, Ljubljana)
- Janez Danijel Erberg, baron, pravnik (1647, Dol pri Ljubljani)
- Volbenk Danijel Erberg, prisednik deželnega in okrajnega sodišča, cesarsko-kraljevi svetnik (1714, Ljubljana − 1738, Dol pri Ljubljani)
- Josip Gostinčar, politik, organizator (1860, Dol pri Ljubljani − 1942, Ljubljana)
- Anton Jemec, župan (1935, Petelinje)
- Željko Savič, župan, varstvoslovec, soustanovitelj in predsednik skupine Las Srce Slovenije (1962, Dol pri Ljubljani)
- Janez Tekavec, župan, pravnik, novinar, pesnik (?, ? − ?, ?)
- Primož Župančič, župan, pravnik, direktor (1945, Ljubljana)

## Gospodarstvo
- Henrik Franzl, tovarnar (1859, Ljubljana − 1917, Ljubljana)
- Ivan Knez, veletrgovec, industrialec, ustanovil je valjčni mlin na Beričevem (1853, Ljubljana − 1926, Dunaj, Avstrija)
- Josip Vidmar starejši, podjetnik, rokodelec (1859, Dol pri Ljubljani − 1950, Ljubljana)

## Zdravstvo
- Janez Janež, zdravnik in kirurg (1913, Dolsko − 1990, Luodong, Tajvan)
- Pavel Poredoš, zdravnik, predsednik Slovenskega zdravniškega društva (?, ?)
- Valerija Rus, zdravnica (?, ?)

## Kulinarika
- Dora Škafar, dekorativna oblikovalka testa (?, ?)

## Vojska
- Franc Lubej, partizan, prvoborec, komunist, pedagog (1898, Dol pri Ljubljani − 1985, Maribor)
- Franc Ravbar, partizan, komunist, narodni heroj, po njem je bila poimenovana osnovna šola v Dolu pri Ljubljani (1913, Vrhovlje, Sežana − 1934, Loge ob Srednjiški Grapi)

## Drugo
- Marjan Loboda, izseljenski delavec v Buenos Airesu, Argentini (?, ?)